# شورای آتلانتیک شمالی
شورای آتلانتیک شمالی (انگلیسی: North Atlantic Council) نهاد اصلی تصمیم‌گیری سیاسی سازمان پیمان آتلانتیک شمالی (ناتو) است که از نمایندگان دائم کشورهای عضو آن تشکیل شده است. این نهاد بر اساس ماده ۹ پیمان آتلانتیک شمالی تأسیس شده است و تنها نهاد در ناتو است که اختیارات خود را صریحاً از این پیمان می‌گیرد.
پیمان آتلانتیک شمالی به شورای آتلانتیک شمالی این قدرت را داد تا نهادهای فرعی را برای وظایف مختلف سیاسی، از جمله یک کمیته دفاعی برای اجرای سایر بخش‌های پیمان، تشکیل دهد. از سال ۱۹۵۲ شورای آتلانتیک شمالی در حال برگزاری جلسات دائمی بوده است. شورای آتلانتیک شمالی می‌تواند در سطح نمایندگان دائم برگزار شود، یا می‌تواند متشکل از وزرای امور خارجه، دفاع یا روسای دولت کشورهای عضو باشد. شورای آتلانتیک شمالی صرف نظر از شکلی که تحت آن تشکیل جلسه می‌دهد، اختیارات یکسانی دارد. شورای آتلانتیک شمالی دو بار در هفته تشکیل جلسه می‌دهد: هر سه‌شنبه، برای بحث غیررسمی و هر چهارشنبه برای جلسه تصمیم‌گیری. اغلب جلسات بین نمایندگان دائم که عضو ارشد دائم هر هیئت نمایندگی هستند و عموماً یک کارمند ارشد دولتی یا یک سفیر باتجربه (و دارای رتبه دیپلماتیک) هستند، برگزار می‌شود.
۳۲ عضو ناتو از طریق سفارتخانه‌های خود در بلژیک، مأموریت‌های دیپلماتیک در این سازمان دارند. جلسات شورای آتلانتیک شمالی به ریاست دبیرکل برگزار می‌شود و در صورت نیاز به تصمیم‌گیری، اقدامات بر اساس اتفاق آرا و توافق مشترک انجام می‌شود.